# Spodoptera mauritia
Spodoptera mauritia là một loài bướm đêm thuộc họ Noctuidae. Loài này phân bố từ Hồng Hải tới Ấn Độ, Myanmar, Sri Lanka, Malaya to
Úc và widespread in quần đảo Thái Bình Dương, bao gồm the Solomons, New Hebrides, Fiji, Samoa, Hawaii, quần đảo Society, quần đảo Austral, Marquesas và quần đảo Marshall.
Sải cánh dài khoảng 40 mm.
Ấu trùng ăn nhiều loại cỏ, bao gồm Cynodon, Pennisetum clandestinum, Sorghum bicolor, Oryza sativa cũng như Casuarina equisetifolia. Chúng bị xem là loài gây hại nông nghiệp.

## Phụ loài
- Spodoptera mauritia mauritia (Ấn Độ Dương)
- Spodoptera mauritia acronyctoides Guenée, 1852 (Oriental Tropics, Australia, Thái Bình Dương Tropics, Japan)

## Hình ảnh

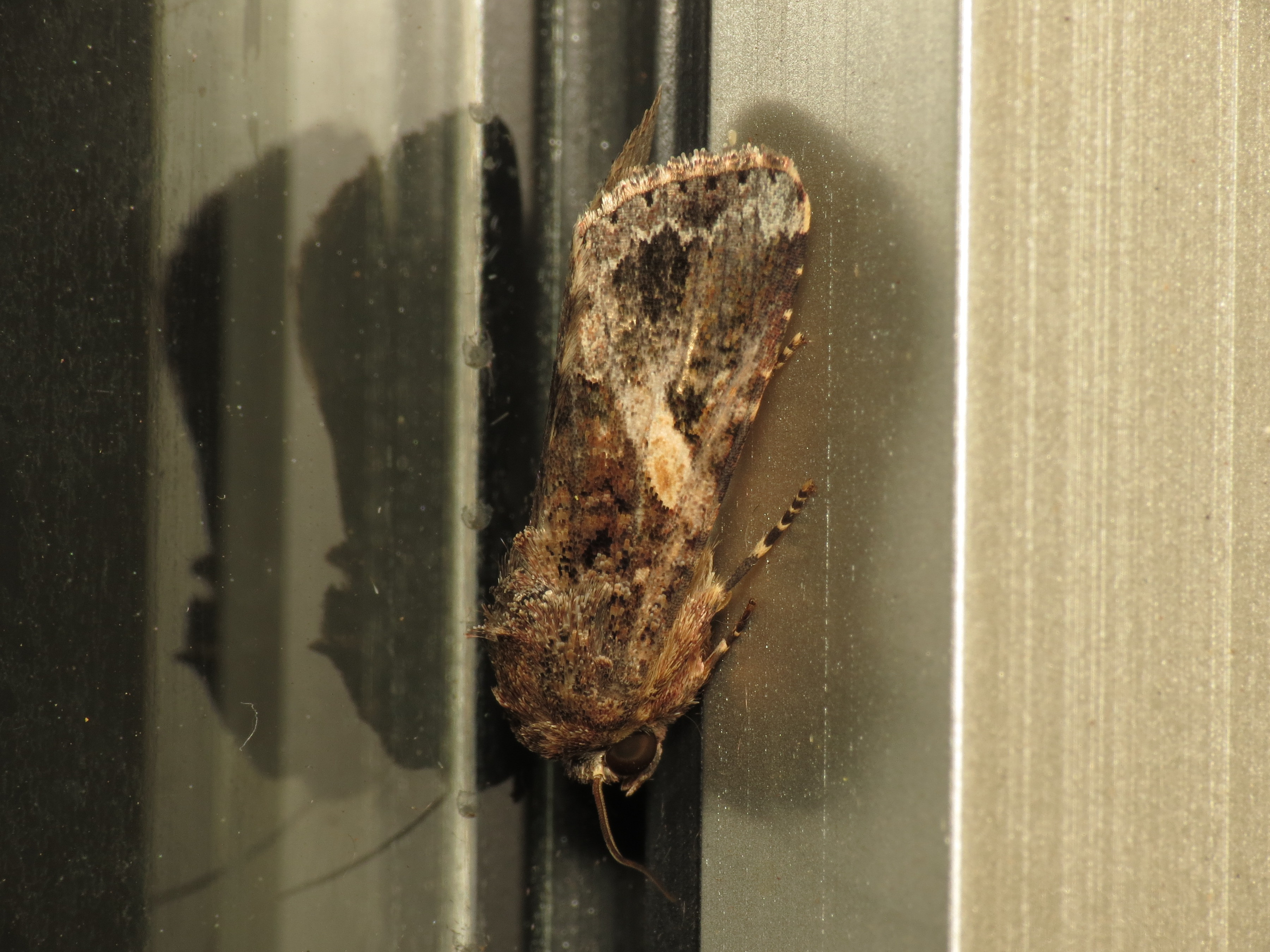